# 片山哲
片山 哲（かたやま てつ、1887年〈明治20年〉7月28日 - 1978年〈昭和53年〉5月30日）は、日本の弁護士、政治家。栄典は従二位勲一等。
社会民衆党書記長（初代）、衆議院議員（10期）、社会大衆党執行委員、日本社会党書記長（初代）、日本社会党委員長（初代）、内閣総理大臣（第46代）、民主社会党常任顧問を歴任した。

## 来歴・人物

### 第二次世界大戦前
和歌山県西牟婁郡田辺に生まれる。和歌山県立田辺中学校（現・和歌山県立田辺高等学校）、第三高等学校（現・京都大学）を経て、一家で同郷の人物で「軍艦行進曲」の作詞者・鳥山啓宅に寄宿、東京帝国大学法学部独法科卒業。卒業後、YMCA寄宿舎の一室を借りて「簡易法律相談所」を開設、弁護士として活動した。
社会民衆党の結成に参加し、書記長に就任した。1930年（昭和5年）の第17回総選挙に旧神奈川2区から出馬して初当選。以後非連続ながら当選10回を数えた。1932年（昭和7年）の社会大衆党の結成に参加し、同党では中央執行委員会の委員などを務めた。無産政党の運動の流れとしてはいわゆる「社民系」として活動し、1940年（昭和15年）安部磯雄・西尾末広らと共に反軍演説をした斎藤隆夫の除名決議では不登院という形で棄権するなどした。しかし、これを理由として社会大衆党を除名された。除名後は十日会を結成したが間もなく解散。衆議院倶楽部を経て、鳩山一郎率いる同交会に入った。1942年（昭和17年）の翼賛選挙では非推薦で立候補して落選した。

### 総理大臣就任

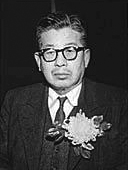
片山哲

1945年（昭和20年）に日本社会党が結成されると書記長に就任、翌年には日本社会党委員長（初代）に選出された。1947年（昭和22年）の第23回総選挙で日本社会党が143議席を獲得し、衆議院で比較第一党となる。これを受けて衆議院の首班指名選挙では、420議員が片山に投票し、片山が内閣総理大臣となる。この首班指名選挙では2位が吉田茂と齋藤晃の1票のみであったため、片山の得票数（420票）と2位との差（419票差）は、衆議院の首班指名選挙における最高記録となっている。
片山は民主党・国民協同党と連立内閣を組閣する。
当初は自由党を含めた4党による連立構想を描いていたのだが、自由党との連立は断念した。
片山内閣は日本社会党党首を首班とする初の内閣であり、日本国憲法施行後初の内閣でもあった。片山の高潔な人柄は広く知られており、世間からの期待も高く内閣支持率は68％にも上った。しかし、もともと片山は先の選挙での地滑り的勝利を収めるまで自身が一国の舵取りをすることなど想定しておらず、保守との連立政権は滑り出しから閣内の意見がまとまらず親任式当日までに閣僚が決まらなかった。このため、片山が全閣僚を兼任して親任式に臨み一人内閣で凌ぐこととなった。閣僚が決まった後も鈴木茂三郎ら党内左派の突き上げが続き、また終始GHQの言いなりであったため、政権運営も政争も不得手な片山は「グズ哲」とあだ名されることとなる。

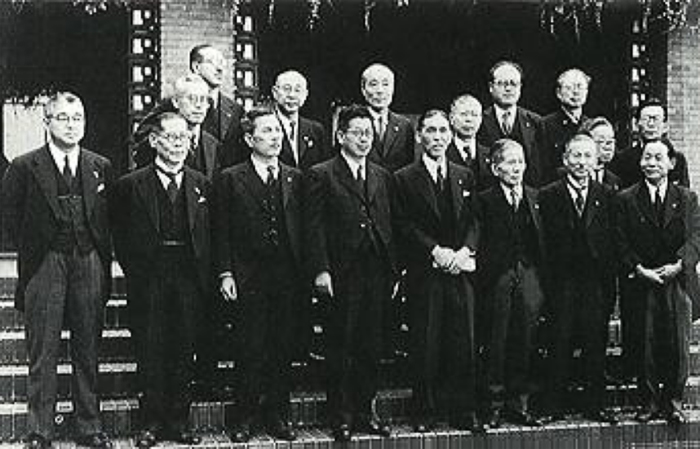
片山内閣

政権としては、国家公務員法の制定、内務省の解体、警察制度の改革、労働省の設置、失業保険の創設、封建的家族制度の廃止を目標とした改正民法の制定、刑法改正などを実現した。その一方で、社会主義理論を鵜呑みにして国有化・国家管理政策にこだわり、公社・公団を乱発し、いい加減な財源調達による公的融資を拡大したと評された。特に臨時石炭鉱業管理法は物議を醸し、修正を重ねて成立に5ヶ月を要している。これが与党内の首相からの離反を招き、さらに平野力三の農林大臣罷免とその後任人事を巡って党内は紛糾し、予算成立も待たずして短期間で内閣総辞職せざるを得なくなり、8ヶ月の短命政権となった。
片山の後は、連立与党の民主党を率いる芦田均が同じ連立の枠組みで芦田内閣を組織したが「政権たらい回し」の批判を浴び、やがて昭電疑獄の嵐の中であえなく総辞職した。その後に少数与党として発足した第2次吉田内閣が、紆余曲折の末に衆議院を解散したことで臨んだ1949年（昭和24年）1月の第24回総選挙では、昭電疑獄の逆風をもろに受けた日本社会党は143議席から48議席に激減するという大敗を喫し、委員長だった片山も次点で落選という憂き目を見た。現職の野党第一党党首の落選は、その後2014年（平成26年）の第47回総選挙で民主党代表の海江田万里が落選するまでの65年間、これが唯一の出来事だった。日本社会党は1951年（昭和26年）10月に分裂に至り、片山は委員長を退いた。

### その後
片山は1952年（昭和27年）、次の第25回総選挙に右派社会党から立候補してトップ当選し、国政復帰を果たす。その後、右派社会党→日本社会党→民主社会党に籍を置く。中華人民共和国と太いパイプを持ち、憲法擁護国民連合を結成して1955年（昭和30年）11月に訪中団長として藤田藤太郎、遠藤三郎とともに毛沢東や周恩来との会見を行い、1957年（昭和32年）には久原房之助や松本治一郎らとともに日中国交正常化を求める「日中国交回復国民会議」の代表委員を務め、1959年10月には中国建国10周年慶祝代表団団長として再び毛沢東と会見した。選挙浄化・世界連邦運動にも参加した。
1960年（昭和35年）1月24日、社会党を離党した西尾末広らによって民主社会党（民社党）の結党大会が開かれ、片山を含む衆議院議員38人、参議院議員16人が結党に参加した。
1963年（昭和38年）の第30回総選挙で落選、これを機に政界を引退した。首相経験者として2度の落選をしたのも片山だけである。
1969年（昭和44年）10月1日、神奈川県藤沢市から第一号の名誉市民として顕彰される。
1978年（昭和53年）5月30日、老衰により死去。享年92(満90歳没)。告別式は同年6月1日、神奈川県藤沢市の自宅にてキリスト教式により行われた。死去時点で内閣総理大臣経験者としては最年長であった（最古参は東久邇宮稔彦王のまま。片山の死去に伴い最年長も東久邇となる）。

## キリスト教社会主義

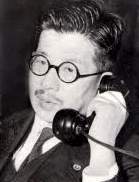
総理大臣在任中

クリスチャンであり、日本基督教団富士見町教会に所属していた。片山は、日本においてキリスト教的人権思想と社会民主主義の融合（キリスト教社会主義）を実践した代表的な人物の一人である。また、世界連邦運動の推進団体・世界連邦日本国会委員会第2代会長でもあった

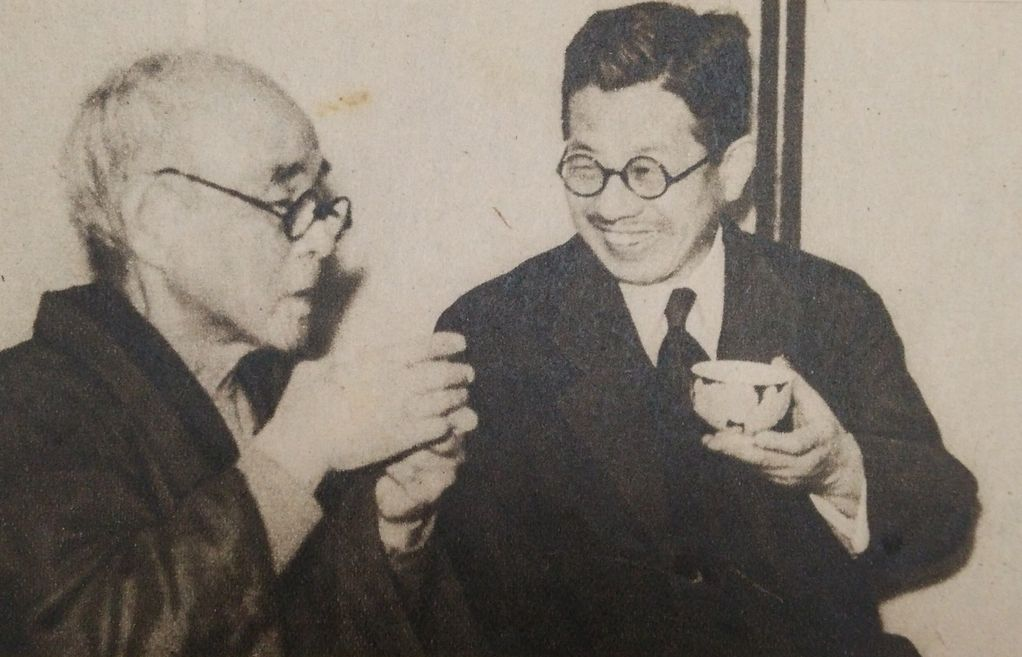
安部磯雄と談笑

### マッカーサー声明
ダグラス・マッカーサー連合国軍最高司令官は片山哲が首相になると、「歴史上、実に初めて日本は全生涯をキリスト教徒としてすごした指導者によって指導される」として、同じくキリスト教徒であった中国の蔣介石、フィリピンのマニュエル・ロハスと並ぶ者として片山を支持する声明を出した。マッカーサーは日本、中国、フィリピンと東アジア諸国をキリスト教に基づいた民主主義国にしようと画策していたと指摘される。

## 著書
- 著訳書は戦前から数えると約40冊あるが、愛読していた唐代の詩人白居易の著訳書を、岩波新書と現代教養文庫で出している。また、安部磯雄伝を毎日新聞社で出している。
- カナモジカイや「言語政策を話し合う会」に参加するなど、国語国字問題にも熱心に取り組んだ。

## 親族
- 姉の寿々代は鳥山啓宅に寄宿していた縁で、のちに鳥山啓の三男・鳥山嶺男と結婚している。
- 宮城県議会議員、また日本社会党宮城県本部委員長や日ソ協会宮城連合会長を務めた三春重雄とは義理の甥の親戚関係に当たる。
- 明治時代の代表的な社会主義運動家・片山潜との縁戚関係はない。
- 長男の純(1918年生[19])は義父徳太郎の養子[20]になったので次男の民雄(1928年[19]-2014年没[21])が後を継いだ[19]、長女には照代(栗生覚蔵の養女となり栗生羊二と結婚[22]した)が、二女の文代(1922年生[19])は青地潔に嫁いだ[19]、三女には澄子(1925年生[19]、山本義雄[22]に嫁ぐ)がいる。

## 栄典
- 1964年 - 勲一等旭日大綬章。
- 1978年 - 勲一等旭日桐花大綬章。
- 1978年 - 従二位。

## 関連作品
テレビドラマ
- 『日本の戦後』第7集 退陣の朝 革新内閣の九ヶ月（1977年、NHK）- 演：千秋実